# 龍川村 (静岡県)
- 龍川村
- 竜川村

龍川村（たつかわむら）は静岡県の西部、豊田郡・磐田郡に属していた村である。浜松市天竜区南部、天竜川中流域にあたる。

## 地理
- 山：光明山、カシ山
- 河川：天竜川

## 歴史
- 1889年（明治22年）4月1日 - 町村制の施行により、横山村、西雲名村、大嶺村、戸倉村、谷山村、佐久村、相津村、山中村、月村、小川村、東雲名村、伊砂村が合併して豊田郡龍川村が発足。
- 1896年（明治29年）4月1日 - 郡制の施行により所属郡が磐田郡に変更。
- 1901年（明治34年）11月1日 - 大字戸倉・大嶺が山香村の一部（下平山・瀬尻）とともに分立して龍山村が発足。
- 1956年（昭和31年）9月30日 - 二俣町・光明村・上阿多古村・下阿多古村・熊村と合併し、改めて二俣町が発足。同日龍川村廃止。
- 1958年（昭和33年）11月3日 - 二俣町が改称・市制施行して天竜市となる。
- 2005年（平成17年）7月1日 - 天竜市・龍山村が浜松市に編入。
- 2007年（平成19年）4月1日 - 浜松市が政令指定都市に移行し、旧村域が天竜区となる。

## 交通

### 道路
- 国道152号